# سد بزوشا
 سد بزوشا  یکی از سدهای در حال بهره برداری استان زنجان است.